# جنایات آینده (فیلم ۱۹۷۰)
جنایات آینده (انگلیسی: Crimes of the Future) فیلمی به کارگردانی، نویسندگی، فیلم‌برداری و تدوین دیوید کراننبرگ است که در سال ۱۹۷۰ منتشر شد.